# شهرستان راسک (تگزاس)
شهرستان راسک، تگزاس (به انگلیسی: Rusk County, Texas) یک سکونتگاه مسکونی در ایالات متحده آمریکا است که در تگزاس واقع شده‌است.

## خصوصیات
شهرستان راسک ۲٬۴۲۹٫۴۲ کیلومترمربع مساحت دارد.